# Pierrefitte (Étampes)
Pour les articles homonymes, voir Pierre-Fitte et Pierrefitte.
La Pierrefitte, du latin petra ficta, ou Pierre Fritte, est un menhir situé à Étampes dans le département français de l'Essonne.

## Protection
Le menhir a fait l’objet d’un classement au titre des monuments historiques en 1964.

## Description
Le menhir se dresse en surplomb de la vallée de la Louette. Il est constitué d'une dalle de grès du Stampien. L'affleurement dont elle a été extraite est situé à une centaine de mètres. Il mesure 4,20 m de hauteur pour 2,60 m de largeur à la base et 0,75 m d'épaisseur. Il serait enfoncé d'environ 1,60 m dans le sol. La face sud-sud-est est relativement lisse, quant à la face nord-nord-est elle semble avoir été en partie lissée et comporte des trous naturels.
Au début du XIXe siècle, le menhir était masqué par un énorme amas de pierres.
Il se situe aujourd'hui dans un jardin privé, ce qui le rend peu visible et en fait un vestige discret à l'écart de l'espace public.
Le menhir a donné son nom au hameau voisin.